# مک‌باستر

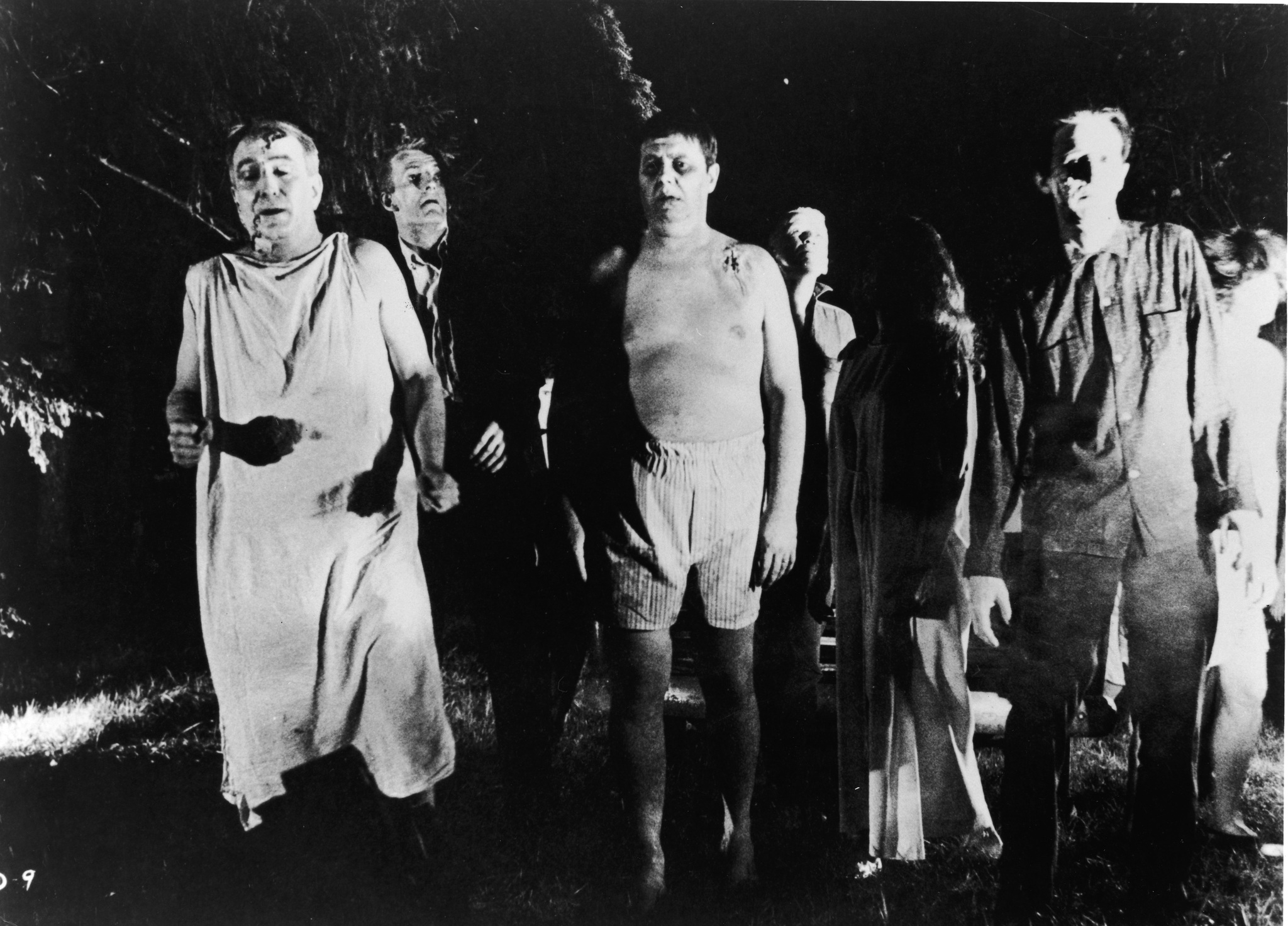
ماک‌باستر

ماک‌باستر (به انگلیسی: Mockbuster) (همچنین به عنوان فرصت پیش نویس نیز شناخته می‌شود) فیلمی است که با هدف استفاده تبلیغاتی از یک فیلم اصلی دیگر (معمولاً فیلم‌های گران‌قیمت) با عنوان یا موضوع مشابه آن فیلم ساخته می‌شود. ماک‌باسترها اغلب با بودجه کم و تولید سریع ساخته می‌شوند و همزمان با فیلم اصلی به صورت یک فیلم ویدئویی منتشر می‌شوند.
ماک‌باستر از تکواژ چندوجهی کلمات «ماک» و «بلاک‌باستر» تشکیل شده‌است.

## تاریخچه
ماک‌باسترها سابقه طولانی در سینمای هالیوود و سینمای جاهای دیگر دارد. به عنوان مثال فیلم پلیس اندروید ماک‌باستر فیلم پلیس آهنی (فیلم ۲۰۱۴) می‌باشد.